# Nacer Chadli
Nacer Chadli (Liège, 1989. augusztus 2. –) belga válogatott labdarúgó, a İstanbul Başakşehir játékosa. Posztját tekintve szélső középpályás.
Részt vett a belga válogatott tagjaként a 2014-es, valamint a 2018-as világbajnokságon is.

## Pályafutása

### Klubcsapatokban

#### Apeldoorn
Nacer Chadli Liège városában, Belgiumban született 1989 augusztusában és 6 évesen csatlakozott az amatőr JS Thier-à-Liège csapatához, majd 1998-ban a Standard Liège tagja lett. Utolsó akadémiája 2005-től 2007-ig a az MVV Maastrichtnál volt. 2007 nyarán szerződtette a holland másodosztályú AGOVV Apeldoorn, amely utóbbi egyesület akadémiáján figyelt fel rá. Amíg próbajátékon vett részt, "Kaliffe" néven lépett fel, mert Ted van Leeuwen technikai menedzser attól tartott, hogy más klubok is érdeklődni fognak iránta és elviszik. Az FC Volendam elleni mérkőzésen szerezte első profi gólját.

#### Twente
2010 nyarán aláírt az FC Twentéhez, amely az akkori Eredivisie évad regnáló bajnoka volt. Első, egyben győztes gólját a PSV Eindhoven ellen szerezte. Szeptember 14-én az olasz Internazionale elleni hazai 2–2-es döntetlennel debütált a Bajnokok Ligája csoportkörében. Szeptember 29-én megszerezte első BL-gólját idegenben a Tottenham Hotspur ellen, majd november 2-án is eredményes volt a Werder Bremen elleni, 0–2-es idegenbeli győzelemben. Később ismét gólt szerzett a Tottenham ellen december 7-én szabadrúgásból, ezzel a góllal hazai pályán, 3–3-as döntetlenre hozta a mérkőzést.

#### Tottenham Hotspur

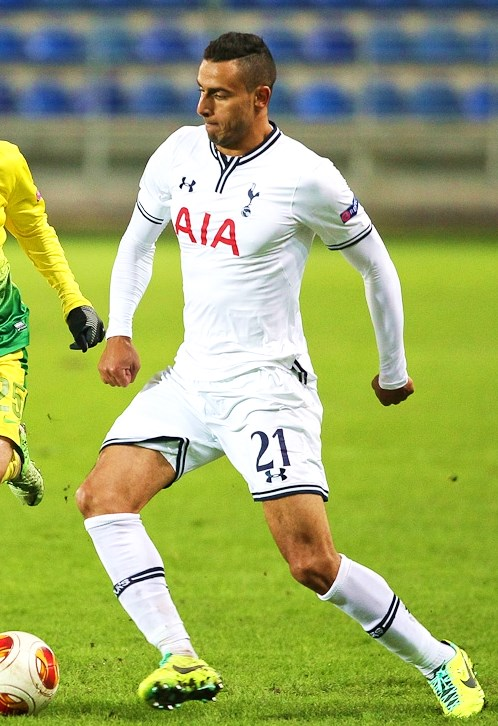
Nacer Chadli 2013-ban a Tottenham mezében.

2013. július 21-én az angol Tottenham Hotspur megegyezett a Twentével, hogy 7 millió angol fontért szerződteti. A klub megerősítette, hogy a személyes feltételektől és az orvosi vizsgálatoktól függően csatlakozik a Spurshöz már a szezon előtti edzőtáborban, Hongkongban. Július 23-án megerősítették, hogy Chadli csatlakozott a csapathoz. Végül július 26-án zárult le minden és megállapodott a feltételekben, ennek következtében a Tottenham hivatalos játékosa lett. Augusztus 3-án debütált az AS Monaco elleni 5–2-es barátságos vereségben. A Premier League-ben augusztus 18-án, a 2013–14-es szezon első fordulójában mutatkozott be a Crystal Palace ellen 1–0-ra megnyert mérkőzésen, majd 2014. február 12-én megszerezte első gólját a 0–4-re megnyert összecsapáson a Newcastle United ellenében.
2014. augusztus 24-én, a 2014–15-ös szezon második játéknapján kétszer is betalált, amikor hazai pályán 4–0-ra legyőzték a Queens Park Rangerst (QPR). A folyamatos formajavulását azonban megszakította egy sérülés, majd egy családi tragédia érte, miután apja meghalt. Később lassan visszatért a formába, április végén két gólt lőtt a Newcastle United és a Southampton elleni meccseken. 2015. május 16-án, a Hull City elleni 2–0-s győzelem során 11-re növelte a góljinak a számát a bajnokságban.

#### West Bromwich Albion
2016. augusztus 29-én a West Bromwich Albion (WBA) megállapodott a Spursel, hogy leigazolja a belga középpályást klubrekordot jelentő, 13 millió fontért. Szeptember 10-én, a Bournemouth elleni 1–0-s vereségben debütált. Két gólt szerzett és két gólpasszt is kapott hazai pályán való debütálása alkalmával a The Hawthornsban, ami mindössze a második bajnoki szereplése volt a klub színeiben. Végül 4–2-re diadalmaskodtak a West Ham United ellen.
A 2017–18-as kiírásban folyamatosan visszatérő combsérülések zavarták, és április végéig mindössze háromszor léphetett pályára a csapatában, amely végül utolsó helyen, 19 vereséggel kiesett az élvonalból a másodosztáyba (Championship). Összesen öt meccsen egyszer volt eredményes, szabadrúgásból a Leicester City ellen 2017. október 16-án, amikor 1–1-es döntetlennel fújták le a mérkőzést.

#### AS Monaco
2018. augusztus 30-án az AS Monaco bejelentette hároméves szerződésének aláírását, több mint 12 millió eurót fizettek a West Bromwich Albionnak. A klubnál egy másik belga válogatott játékossal, Youri Tielemansszal is dolgozott együtt. A Bajnokok Ligájában indulhatott, azonban a francia Ligue 1-ben sikertelen szezonja volt, a Monaco ugyanis a bajnokságból való kiesés ellen küzdött az egész évad során, és ezt csak a legvégén tudta éppenhogy elkerülni a 17. helyen. Mindössze 1058 percet játszott, legtöbbször csereként és semelyik sorozatban sem gólt, sem gólpasszt nem jegyzett.

#### Anderlecht(kölcsönben)
2019. augusztus 11-én hazatért Belgiumba és csatlakozott az Anderlechthez egy szezonra kölcsönbe a Monacótól, miután a francia klubnál nem vették számításba. Az Anderlecht a teljes fizetését vállalta, amely körülbelül, havi 230 ezer eurót jelentett. 2019. augusztus 17-én debütált a Kortrijk ellen 4–2-re elveszített meccsen. Egyben ez volt legelső találkozója is a belga bajnokságban, amelyet még 17 évesen hagyott el és csak kisebb osztályokban játszott addig. Sérülési problémái ellenére is a klub egyik fontos szereplője volt az idényben, mivel 17 bajnokin 8 gólt szerzett és 5 gólpasszt adott. Az Anderlecht a kölcsönmegállapodás után nem tudta szerződtetni, mert nem volt elég pénzük a játékjoga megvásárlására.

#### İstanbul Başakşehir
2020. szeptember 10-én a török Istanbul Basaksehir játékosa lett. Kétéves szerződést írt alá, ahol a 11-es mezszámot kapta meg. Ugyan még érvényes megállapodása volt ekkor a Monacóval, de a felek kisebb tárgyalássorozat után felbontották. Az egyesületnél újra együtt játszott több, korábbi PL-játékossal is, mint például Martin Škrtel vagy Demba Ba. November 8-án először lépett pályára a Başakşehir színeiben, a Gençlerbirliği elleni bajnoki mérkőzésen, miután a klubnál töltött első két hónapjában sérült volt. A 79. percben Deniz Türüç helyére állt be, a 0–1-re hátránba került találkozón. Chadli nagyban hozzájárult végül a klubja győzelméhez, hiszen két gólpasszt adott, miközben megfordították az eredményt 2–1-re.

#### Westerlo(kölcsönben)
2022. szeptember 6-án a belga első osztályú KVC Westerlo vette kölcsön a 2022–23-as szezonra. Öt nappal később korábbi klubja, az Anderlecht ellen mutatkozott be. Októberben a Sint-Truiden elleni szombati 3–2-es vereség alkalmával kezdett, de csupán 10 perc után sérülés miatt le kellett cserélni.

### A válogatottban

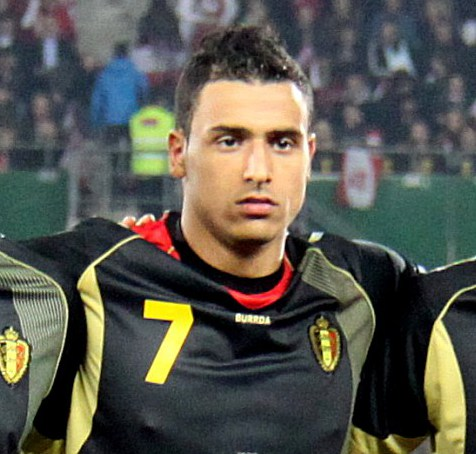
Nacer Chadli a belga válogatott mezében.

Chadli belga és marokkói kettős állampolgár, így bármelyik nemzetet képviselheti. 2010. november 17-én debütált Marokkó színeiben egy Észak-Írország elleni 1–1-es barátságos mérkőzésen a Windsor Parkban, ahol a meccs emberének is megválasztották.
2011. január 28-án bejelentette azon szándékát, hogy nemzetközi szinten Belgiumot szeretné képviselni, ami még megengedett volt, mert addig nem lépett pályára a marokkói válogatottban tényleges tétmeccsen. Végül megkapta az engedélyt és február 9-én, Finnország ellen húzta fel magára első alkalommal a belga mezt. Csatárként játszott 2011. március 29-én Brüsszelben, a King Baudouin Stadionban egy Azerbajdzsán elleni Európa-bajnoki-selejtezőn szerezte első nemzetközi gólját.
2014. május 26-án megszerezte a harmadik válogatott gólját a 2014-es világbajnokság előtti barátságos mérkőzésen Luxemburg ellen. A találkozüt azonban utólag a FIFA hivatalosan is "érvénytelennek" nyilvánította, mivel Marc Wilmots szövetségi kapitány hét cserét hajtott végre a megengedett hat helyett.
2014. május 13-án benevezték Belgium 2014-es világbajnokságra utazó keretébe. 2018 májusában benevezték az előzetes keretbe a 2018-as oroszországi tornára is. 2018. július 2-án a kispadról beállt. Gólt szerzett, így Belgium 3–2-re győzött Japán ellen a nyolcaddöntőben. Július 14-én Anglia 2–0-s legyőzésével bronzérmet szereztek.
A koronavírus-világjárvány miatt csak a 2021-ben megtartott Európa-bajnokságon ott volt, azonban a 2022-es katari vb-re nem utazhatott el egy korábbi sérülése miatt.

## Sikerei, díjai

### Klubcsapatokban
Twente
- Holland kupa (1): 2010–11
- Holland szuperkupa (1): 2011–12

Tottenham Hotspur
- Angol ligakupa döntős: 2014–15 [49]

### A válogatottban
Belgium
- Világbajnokság bronzérmes: 2018[60]